# 镰角秀体蚤
镰角秀体溞（学名：Diaphanosoma excisum）为仙达溞科秀体溞属的动物。分布于马来亚群岛、大洋洲、非洲以及中国大陆的广东、云南等地，属于暖水种。其主要栖息于池沼和水坑中。